# Lorri Lail
Lorri Lail, (eg. Laurie Lyle), född 20 februari 1904 i Oslo, död augusti 1978 i Malmö, var en norsk-svensk operasångare (mezzosopran) av skotsk-norsk härkomst.

## Biografi
Lorri Lail var dotter till översten Allan Lyle av irländsk härkomst och Catharina Salicath av fransk härkomst. Hon studerade i Norge, Schweiz, Frankrike och Storbritannien, innan hon 1927 bosatte sig i Stockholm och blev 1935 svensk medborgare. Lail som börjat studera sång innan hon kom till Sverige fortsatte dessa i Sverige för Dagmar Gustafson och Aslaug Due Møller. Hon scendebuterade 1935 och engagerades till operan i Danzig 1938. Där debuterade hon som Ulrica i Maskeradbalen. Hon stannade i Danzig till 1940 och gästspelade då även i Königsberg. Lail gjorde en framgångsrik internationell karriär med gästspel i bland annat Dresden, Leipzig, Schweiz och de nordiska länderna. I Sverige framträdde hon som Bianca i Benjamin Brittens Lucretia vid den svenska premiären i Göteborg 1949. Hon spelade även rollen under säsongen 1949–1950 på Kungliga Operan.
Hon utmärkte sig dock främst som konsert- och oratoriesångare. Under 1941 hade hon stora framgångar med Brahms altrapsodi i Stockholm. Lail framförde många romanser och tolkningar av barockverk.
Hon bosatte sig åter i Sverige 1968.

## Diskografi
- Lorri Lail, Historical Recordings from 1941–45. Hamburger Archiv fur Gesangskunst. HAFG 10135. CD. Källa: www.amazon.de
- Lorri Lail. Lebendige Vergangenheit. LV 141. LP. Källa: www.amazon.de
- Altstämman i Örtagårdsmästaren. Den heliga natten. Av Hilding Rosenberg. I: Rosenberg plays/spelar Rosenberg. Oratorier. Oratorios. (Collectors Classics. Vol. 2:III). Caprice Records. CAP 21509. Svensk mediedatabas.
- Zandonai, Riccardo, Kavaljererna på Ekeby. Kungliga Hovkapellet. Dirigent: Nils Grevillius. EMI E053-35143.
- Wilhelm Peterson-Berger 1862-1942. Collectors Classics. Vol. 14:1-lll. Caprice.